# أعلى السبسب

تعديل مصدري - تعديل

أعلى السبسب هي إحدى قرى عزلة القارة بمديرية رصد التابعة لمحافظة أبين، بلغ تعداد سكانها 227 نسمة حسب تعداد اليمن لعام 2004.